# Nycterimorpha pyralina
Nycterimorpha pyralina är en tvåvingeart som beskrevs av Edwards 1932. Nycterimorpha pyralina ingår i släktet Nycterimorpha och familjen Nemestrinidae. Inga underarter finns listade i Catalogue of Life.